# Stöcke
Pour l’article ayant un titre homophone, voir Stoke.
Stöcke est une ville de Suède, située dans la commune d'Umeå, dans le Comté de Västerbotten.
Sa population était de 514 habitants en 2019.